# سورن لارسن
سورين لارسين (بالدنماركية: Søren Larsen) (مواليد 6 سبتمبر 1981 في كوغ) لاعب كرة قدم دنماركي يلعب حاليا لصالح نادي دويسبورغالألماني .

## مسيرته الكروية
لعب سورن لارسن خلال مسيرته الاحترافية مع 9 أندية في تسعة عشر موسمًا وسجل خلالها 66 هدفًا ضمن 229 مباراة. حيث فاز في موسمين بالكأس وفي موسمين بالدوري.
خاض سورن لارسن مسيرته مع Køge Boldklub ‏ في موسم 1997–98 ليلعب معه أربعة مواسم، مشاركًا في 39 مباراة سجل خلالها 12 هدفًا. ثم انتقل إلى نادي بروندبي في موسم 2001–02 لمدة موسم واحد، حيث شارك في مباراة ولم يسجل أي هدف. لينتقل بعدها إلى نادي بولدكلوبن فرم في موسم 2002–03 ولمدة موسمين، مشاركًا في 39 مباراة سجل خلالها 13 هدفًا. ثم انتقل إلى نادي يورغوردينس في عامي 2004-2006 ولمدة موسمين، مشاركًا في 13 مباراة سجل خلالها 10 أهداف. هذا وانتقل لاحقًا إلى نادي شالكه 04 في موسم 2005–06 واستمر معه طيلة ثلاثة مواسم، مشاركًا في 51 مباراة سجل خلالها 10 أهداف أيضًا. ثم انتقل بعدها إلى نادي تولوز في موسم 2008–09 ولمدة موسمين، مشاركًا في 9 مباريات ولم يسجل أي هدف. ليعود وينتقل من جديد، لكن هذه المرة إلى نادي دويسبورغ في موسم 2009–10 لمدة موسم واحد، مشاركًا في 10 مباريات سجل خلالها 5 أهداف. لينتقل بعدها إلى نادي فاينورد في موسم 2010–11 لمدة موسم واحد، مشاركًا في 6 مباريات ولم يسجل أي هدف. ثم لعب في نادي آرهوس جمناستيك فورينينغ في موسم 2011–12 واستمر معه طيلة ثلاثة مواسم، مشاركًا في 61 مباراة سجل خلالها 16 هدفًا.

## روابط خارجية
- سورن لارسن على موقع الاتحاد الدولي (مؤرشف)  (الإنجليزية)
- سورن لارسن على موقع قاعدة بيانات كرة القدم.إي يو (الإنجليزية)
- سورن لارسن على موقع بيانات كرة القدم. دي إي (الألمانية)
- سورن لارسن على موقع ناشيونال فوتبول تيمز (الإنجليزية)
- سورن لارسن على موقع عالم كرة القدم.نت (الإنجليزية)